# Ümit
Ümit ist ein überwiegend männlicher türkischer Vorname persischer Herkunft; die persische Namensform ist Omid. Der Name tritt auch als Familienname auf und bedeutet „Hoffnung“.

## Namensträger

### Männlicher Vorname
Ümit
- Ümit Yasin Arslan (* 1993), türkischer Fußballspieler
- Ümit Aydın (* 1980), türkischer Fußballspieler
- Ümit Haluk Bayülken (1921–2007), türkischer Diplomat und Politiker
- Ümit Besen (* 1956), türkischer Schauspieler und Sänger
- Ümit Birol (1963–2023), türkischer Fußballspieler und -trainer
- Ümit Davala (* 1973), türkischer Fußballspieler und -trainer
- Ümit Dündar (* 1955), türkischer General
- Ümit Ergirdi (* 1981), deutsch-türkischer Fußballspieler
- Ümit Ertural (* 1984), deutsch-türkischer Fußballspieler
- Ümit Güney (1954–2022), türkisch-deutscher Lektor, Herausgeber und Übersetzer
- Ümit İnal (* 1969), türkischer Fußballspieler und -trainer
- Ümit Karaal (* 1995), türkischer Fußballspieler
- Ümit Karan (* 1976), türkischer Fußballspieler
- Ümit Kayıhan (1954–2018), türkischer Fußballspieler und -trainer
- Ümit Korkmaz (* 1985), österreichischer Fußballspieler
- Ümit Kurt (* 1991), türkischer Fußballspieler
- Ümit Özat (* 1976), türkischer Fußballspieler
- Ümit Özkalp (* 1959), türkischer Fußballspieler und -trainer
- Ümit Serdaroğlu (1932–2005), türkischer Archäologe und Architekt
- Ümit Erol Tok (* 1951), türkischer Fußballtrainer, siehe Erol Tok
- Ümit Tütünci (* 1984), türkischer Fußballspieler
- Ümit Ünal (Modedesigner) (* 1969), türkischer Modeschöpfer
- Uğur Ümit Üngör (* 1980), türkisch-niederländischer Neuzeithistoriker und Soziologe, siehe Uğur Üngör
- Recep Ümit Uygun (1926–2013), deutsch-türkischer Mediziner
- Ümit Yazıcıoğlu (* 1958), deutsch-türkischer Autor

Omid
- Omid Abtahi (* 1979), iranisch-amerikanischer Schauspieler
- Omid Djalili (* 1965), iranisch-britischer Schauspieler und Komiker
- Omid Kordestani (* 1963), iranisch-amerikanischer Unternehmer
- Omid Nouripour (* 1975), iranisch-deutscher Politiker (Bündnis 90/Die Grünen), MdB

### Familienname
- Ahmet Ümit (* 1960), türkischer Autor